# 西桦
西桦（学名：Betula alnoides）为桦木科桦木属的植物。分布于尼泊尔、越南以及中国大陆的云南、广东等地，生长于海拔700米至2,100米的地区，常生长在山坡杂林中，目前尚未由人工引种栽培。

## 别名
西南桦木（中国树木分类学）